# Krystyna Pieczulis
Krystyna Pieczulis (* 12. November 1962 in Gubin) ist eine ehemalige polnische Langstreckenläuferin, die sich auf Straßenläufe spezialisiert hatte.
1994 gewann sie den Marathon Rund um den Baldeneysee, und 1996 siegte sie beim Hamburg-Marathon und wurde Dritte beim California International Marathon. 1998 gewann sie den Vancouver Sun Run und den Vancouver-Marathon, bei dem sie auch in den folgenden beiden Jahren siegte. Bei den Halbmarathon-Weltmeisterschaften 1999 in Palermo kam sie auf den 49. Platz. 2001 gewann sie den Baden-Marathon.

## Persönliche Bestzeiten
- 10-km-Straßenlauf: 32:55 min, 19. April 1998, Vancouver
- Halbmarathon: 1:13:27 h, 9. Dezember 1997, Yokohama
- Marathon: 2:37:51 h, 8. Dezember 1996, Sacramento